# 데이빗 로브그린
데이비드 러브그린(David Lovgren, 1969년 11월 4일 ~ )은 캐나다의 배우이다.
밴쿠버에서 태어났다.

## 출연 작품
- 휴매니티 뷰로우: 인류관리국 (2017년) - 어빙 역
- 딕 노스트 쇼 (2013년)
- 스톤핸지 아포칼립스 (2010년)
- 인게이지드 투 킬 (2006년)
- 지구 최후의 날: 외계의 습격 (2006, Final Days of Planet Earth)
- 터미널 시티 (2005년)
- 투 포 더 머니 (2005년)
- 라스트 웨딩 (2001년)
- 패스워드 (2001년)
- 기동전사 건담 G-세이비어 (1999, G-Saviour)
- 셔터스피드 (2000년)
- 콜드 스쿼드 (1998년)
- 제3의 눈 (1995년)
- 에비 (1995년)
- 쿨 러닝 (1993년)

### 텔레비전
- 스몰빌 (2002-08)
- 마스터즈 오브 호러 - 너무 많이 듣는 남자 편 (2006)